# شوتو کانمرا
شوتو کانمرا (ژاپنی: 上米良 柊人؛ زادهٔ ۲ ژوئیهٔ ۱۹۹۶) یک بازیکن فوتبال اهل ژاپن است.
از باشگاه‌هایی که در آن بازی کرده‌است می‌توان به باشگاه فوتبال ساگامیهارا و باشگاه فوتبال ناگانو پارسیرو اشاره کرد.